# Diaulula sandiegensis
Diaulula sandiegensis is een slakkensoort uit de familie van de Discodorididae. De wetenschappelijke naam van de soort is voor het eerst geldig gepubliceerd in 1863 door J. G. Cooper.